# Oecetis piptona
Oecetis piptona là một loài Trichoptera trong họ Leptoceridae. Chúng phân bố ở miền Australasia.